# The Earth, a Small Man, His Dog and a Chicken
| Recensione              | Giudizio |
| ----------------------- | -------- |
| Dizionario del Pop-Rock | [ 1 ]    |

The Earth, a Small Man, His Dog and a Chicken è un album discografico della rock band statunitense REO Speedwagon, pubblicato dalla casa discografica Epic Records nel luglio del 1990.
L'organico del gruppo subì importanti cambiamenti, prima della registrazione dell'album, Gary Richrath e Alan Gratzer avevano lasciato la band (sostituiti rispettivamente da Dave Amato alla chitarra e Bryan Hitt alla batteria), da segnalare anche l'aggiunta nel gruppo del tastierista Jesse Harms.
L'album si collocò al centoventinovesimo posto (15 settembre 1990) della Chart statunitense Billboard 200, mentre il brano contenuto nell'album: Love Is Rock raggiunse la sessantacinquesima posizione della classifica Billboard Hot 100.

## Tracce
1. Love Is a Rock – 5:35 (Kevin Cronin)
2. The Heart Survives – 4:48 (Kevin Cronin, Jesse Harms)
3. Live It Up – 3:59 (Jesse Harms)
4. All Heaven Broke Loose – 4:03 (Jesse Harms, Adrian Gurvitz, Neal Doughty)
5. Love in the Future – 4:33 (Kevin Cronin, Tom Kelly)
6. Half Way – 4:18 (Kevin Cronin, Jesse Harms, Mark Spiro)
7. Love to Hate – 4:08 (Jesse Harms)
8. You Won't See Me – 3:21 (Kevin Cronin)
9. Can't Lie to My Heart – 4:40 (Kevin Cronin, Dianne Warren)
10. L.I.A.R. – 3:09 (REO Speedwagon)
11. Go for Broke – 3:31 (REO Speedwagon)

## Formazione
- Kevin Cronin - voce solista, chitarra acustica
- Neal Doughty - organo Hammond
- Bruce Hall - basso
- Jesse Harms - tastiere, accompagnamento vocale-coro
- Dave Amato - chitarra solista, accompagnamento vocale-coro
- Bryan Hitt - batteria, percussioni

Ospiti
- Steve Forman - percussioni
- Carlinha Day - accompagnamento vocale-coro
- Debra Dobkin - accompagnamento vocale-coro
- Beth Hooker - accompagnamento vocale-coro
- Darlene Koldenhoven - accompagnamento vocale-coro
- Janis Liebhart - accompagnamento vocale-coro
- Andrea Robinson - accompagnamento vocale-coro
- Machun Taylor - accompagnamento vocale-coro
- Terry Wood - accompagnamento vocale-coro

Note aggiuntive
- Tom Lord-Alge, Kevin Cronin, Jesse Harms - produttori (eccetto brani: Love Is a Rock e The Heart Survives)
- Brani: Love Is a Rock e The Heart Survives, prodotti da Tom Lord-Alge, Kevin Cronin, Jim Scott e Jesse Harms
- Registrazioni effettuate dal 14 marzo 1990 al 31 maggio 1990 al One on One Recording ed al Encore Studios di Los Angeles, California (Stati Uniti)
- Tom Lord-Alge - ingegnere delle registrazioni, ingegnere del mixaggio
- Steve Gallagher e Mike Tucci - assistenti ingegnere delle registrazioni
- Mixaggio effettuato al Encore Studios di Los Angeles, California
- Brani: Love Is a Rock e The Heart Survives, registrati al Ocean Way Studios (Los Angeles) dal 3 settembre 1989 al 15 ottobre 1989
- Jim Scott - ingegnere delle registrazioni
- Julie Last - assistente ingegnere delle registrazioni
- Tom Lord-Alge - mixaggio
- Mastering effettuato da Ted Jensen al Sterling Sound di New York City, New York
- David Coleman - art direction
- Mark Ryden - illustrazione copertina
- Dennis Keeley - fotografia[7]